# Dendryphantes hararensis
Dendryphantes hararensis är en spindelart som beskrevs av Wesolowska, Cumming 2008. Dendryphantes hararensis ingår i släktet Dendryphantes och familjen hoppspindlar. Inga underarter finns listade i Catalogue of Life.